# 哈特穆·吉爾肯
哈特穆·吉爾肯（德語：Hartmut Geerken，1939年1月15日—），出生於德國斯圖加特，德國音樂家、作曲家、作家、記者、劇作家與電影製片人。

## 生平
吉爾肯研究東方主義、哲學、德國研究，以及圖賓根與伊斯坦堡的比較宗教，並且針對赫爾穆特·特爾發表論文。他於土耳其開設德語課程，對象為第一次計畫到德國工作的土耳其人。他於1966年─1972年居住於開羅、1972年─1979年於喀布爾、1979年─1983年於雅典，受僱於歌德學院。之後他定居於阿默湖畔黑爾興。

## 成就
1979年，當吉爾肯居住於阿富汗，就針對該區進行旅行，研究民族真菌學並共同出版2篇期刊文章。在第二篇文章當中，他指出在舒土爾谷的帕拉奇語民族當中，會使用毒蠅傘當作傳統娛樂用途。

## 主要著作
- 書籍：《Murmel Gedichte》（1965年）、《Verschiebungen》（1972年）、《Sprünge Nach Rosa Hin》（1981年）、《Poststempel Jerusalem》（1993年）、《Kant》（1998年）、《Ogygia: Vom ende des Südens》（2004年）、《Phos》（2005年）、《Forschungen etc.》（2006年）、《Klafti》（2007年）、《Kyrill》（2007年）、《Soyd》（2008年）與《Moos》（2008年）。

### 其他
- Hartmut Geerken: Bio, HartmutGeerken.de. (German)

## 外部連結
- 官方网站
- Hartmut Geerken at Kunstradio.at（页面存档备份，存于）
- Jungle World
- 哈特穆·吉爾肯（德国国家图书馆目录）
- 哈特穆·吉爾肯在互联网电影资料库（IMDb）上的資料（英文）